# Carlo Caneva

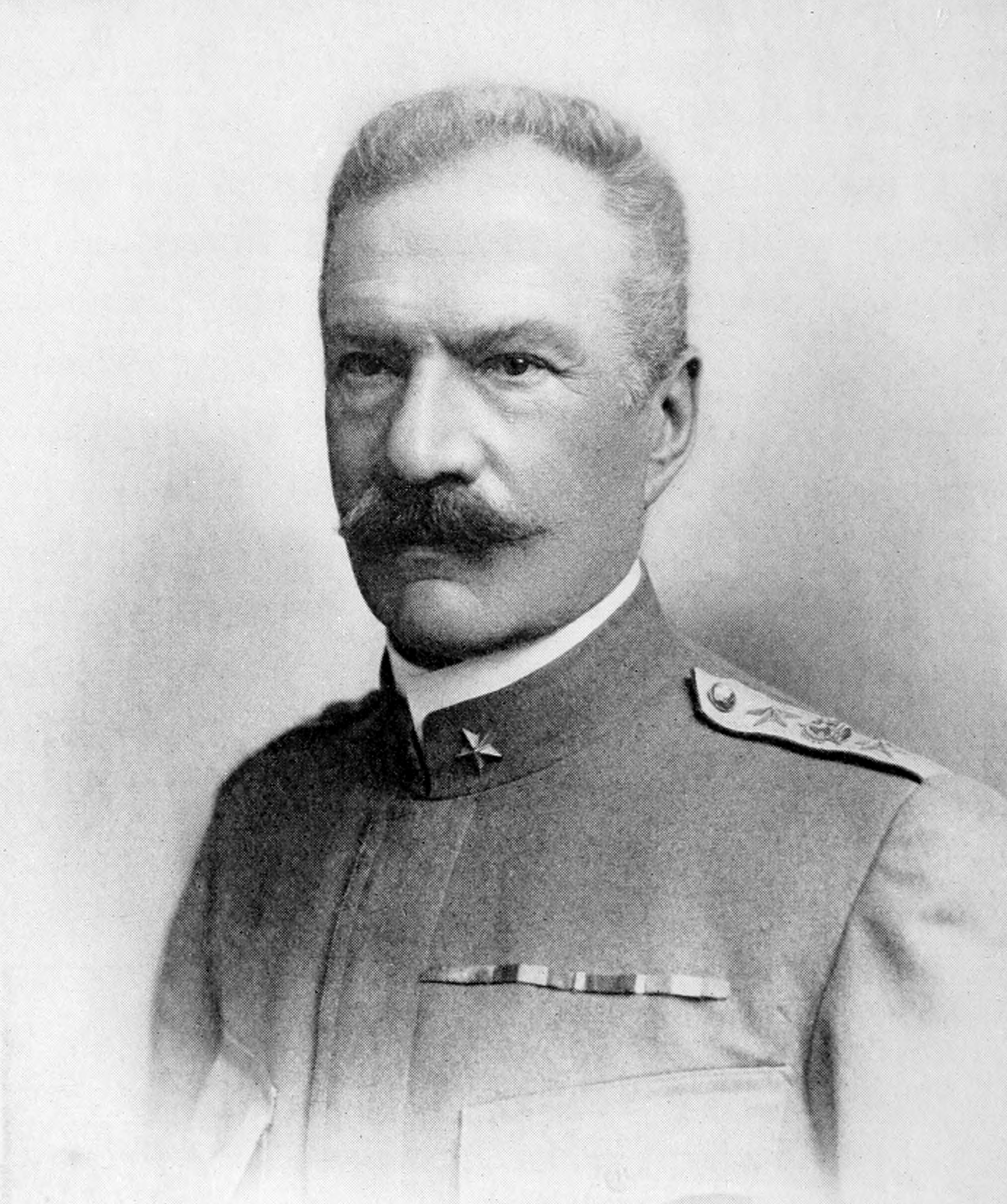
Carlo Caneva

Carlo Caneva (Údine, 22 de abril de 1845 – Roma, 25 de septiembre de 1922) fue un general italiano, famoso por haber liderado la conquista de Libia en la guerra ítalo-turca.

## Biografía
Nació en lo que era entonces el reino lombardo-veneto dentro del Imperio Austrohúngaro. Inició su carrera militar en el Ejército austrohúngaro como teniente de artillería bajo el mando de Ludwing von Benedek. Después de la guerra austro-prusiana y la derrota austríaca en la batalla de Sadowa, decidió trasladarse a ejército italiano en 1867. Completando sus estudios en la Scuola di Guerra, se unió al Ejército personal de Italia y en 1896 se fue a Eritrea como coronel de infantería para luchar contra Etiopía y los Dervishes. En aquellas campañas ascendió a Mayor general.
En 1911, después de comandar divisiones y luego un cuerpo de ejército, fue escogido para dirigir la campaña libia de Italia contra el Imperio otomano y el ejército de resistencia libia bajo el mando de Omar Mukhtar, el cual finalizó en 1912. Sidney Sonnino describió a Caneva en el momento de la campaña libia como "un hombre quién ha tenido problemas del estómago durante ocho años al presente". Luigi Barzini fue también crítico, declarando "En mi palabra de honor, no supe si era el digno del cargo (como dicen) para el ejemplo más completo de estupidez". Giovanni Giolitti, en una fuente no objetiva, remarcó que Caneva carecía de iniciativa y no entendía las implicaciones de su conducta hacia la política internacional. Fue severamente criticado por haber ignorado (presuntamente por cobardía y estrés psicológico) a los dirigentes árabes locales durante la primera semana de los aterrizajes italianos; y por su lenta conducta convencional, careciendo de iniciativa y pasivo en las operaciones de guerra próximas. El ejército extranjero adjunto, tras mirar el conflicto estuvo asombrado al percatar de que no Caneva no utilizó la caballería en un terreno admirablemente bien adaptado a él y cómo no lo consideró, llamó refuerzos para su ejército ya reducido.
Pasó a retiro en 1912 y promovido al rango de Generale d'Esercito (General); se retiró del servicio activo por vejez en 1914, pero en 1917 fue nombrado a presidir la consulta sobre la derrota aplastante de Caporetto.